# Twierdzenie Krejna-Szmuljana
Twierdzenie Krejna-Szmuljana – twierdzenie udowonione w 1940 przez Krejna i Szmuljana, które charakteryzuje wypukłe podzbiory przestrzeni sprzężonych przestrzeni Banacha w topologii *-słabej. Twierdzenie uogólnia się na przypadek przestrzeni Frécheta.

## Twierdzenie
Niech X będzie przestrzenią Banacha oraz niech BX* oznacza domkniętą kulę jednostkową w przestrzeni sprzężonej X. Jeśli C jest wypukłym podzbiorem X*, to jest on *-słabo domknięty wtedy i tylko wtedy, gdy dla każdej liczby t > 0 zbiór
{\displaystyle C\cap tB_{X^{*}}=\{f\in C\colon \|f\|\leqslant t\}}
jest *-słabo domknięty.
Bezpośrednim wnioskiem z powyższego twierdzenia jest następujące kryterium na *-słabą domkniętość w X*: podprzestrzeń liniowa Y przestrzeni X* jest domknięta w *-słabej topologii wtedy i tylko wtedy, gdy jej kula jednostkowa jest *-słabo domknięta. Założenia zupełności przestrzeni X w twierdzeniu Krejna-Šmuliana nie można pominąć.

### Wersja twierdzenia dla przestrzeni Frécheta
Powyższe twierdzenie można wypowiedzieć nieco ogólniej, w języku półnorm w przestrzeniach Frécheta.
Nich X będzie jest przestrzenią Frécheta. Jeśli C jest wypukłym podzbiorem X*, to jest on *-słabo domknięty wtedy i tylko wtedy, gdy dla każdej ciągłej półnormy
{\displaystyle p\colon X\to [0,\infty )}
zbiór
{\displaystyle \{f\in C\colon |\langle f,x\rangle |\leqslant p(x),\,x\in X\}}
jest *-słabo domknięty.